# Rok Kopernikański

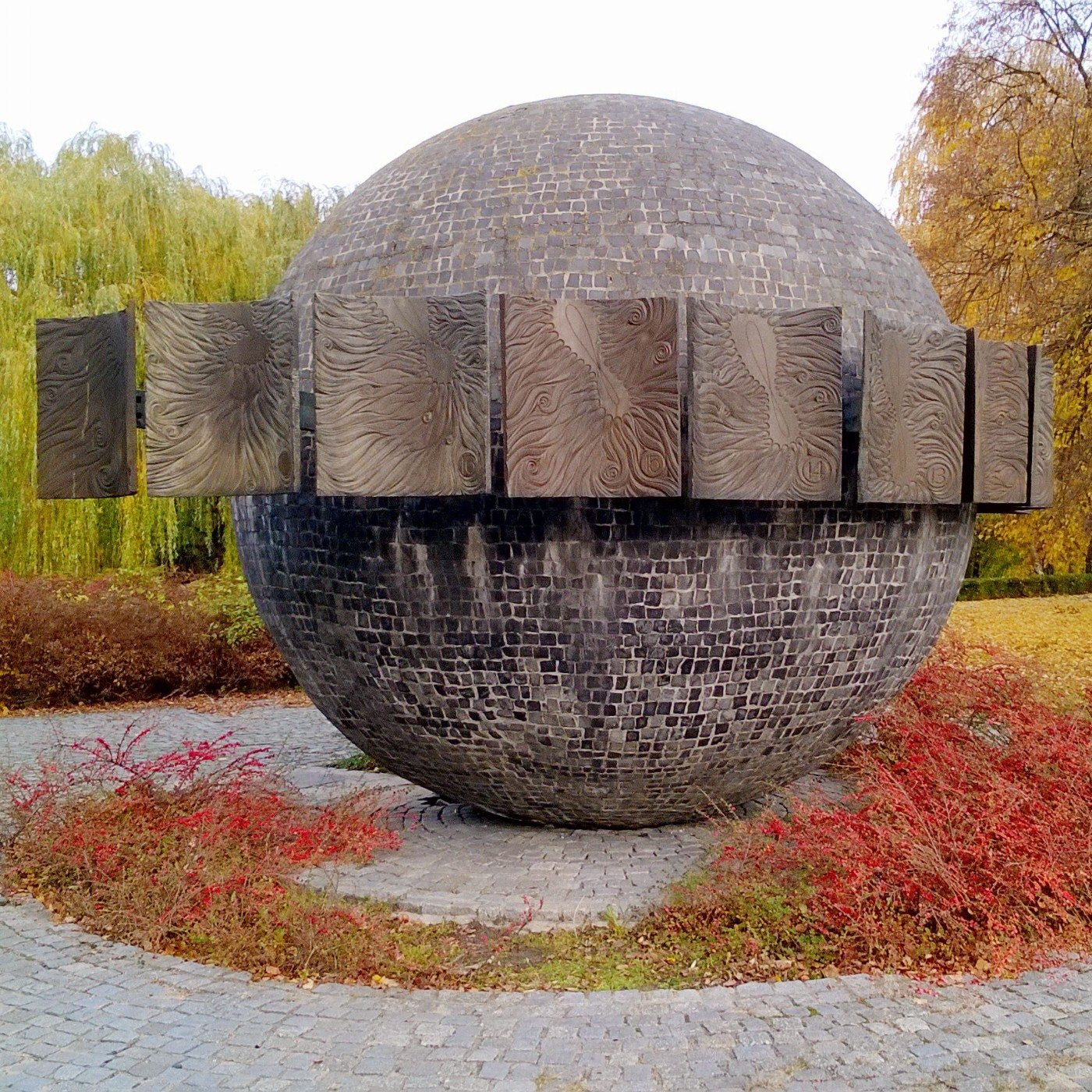
Zegar słoneczny upamiętniający pięćsetną rocznicę urodzin Mikołaja Kopernika, zaprojektowany przez Ewelinę Szczech-Siwicką i Henryka Siwickiego w 1973. Zegar ten znajduje się w Dolinie Marzeń przy ulicy Chopina w Toruniu

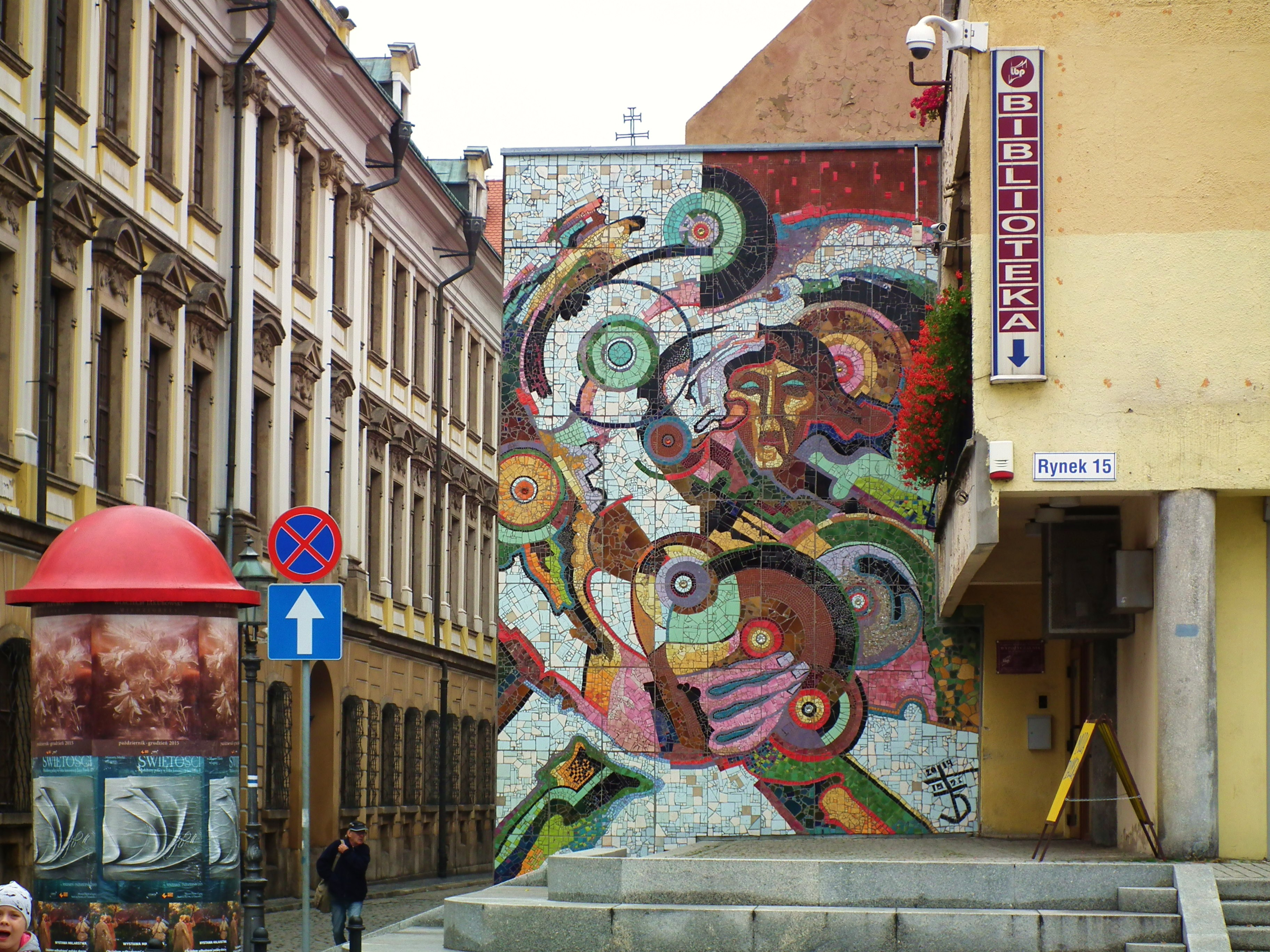
Legnica – narożnik Rynku i ulicy Świętego Jana – mozaika powstała w roku 1973, w 500 rocznicę urodzin Mikołaja Kopernika a jej autorem jest artysta – plastyk Henryk Baca. Ścienna mozaika przedstawia Mikołaja Kopernika

Rok Kopernikański – rok 1973 ogłoszony przez UNESCO międzynarodowym Rokiem Kopernika dla uczczenia 500. rocznicy urodzin Mikołaja Kopernika (19 lutego 1473 w Toruniu).

## Historia
Przygotowania rozpoczęły się w 1971 i 1972. Trwały cały 1973, głównie latem, w kilku miastach polskich. Główne uroczystości obchodzono w miastach związanych z życiem tego astronoma: Toruniu gdzie się urodził i mieszkał, Olsztynie i Lidzbarku Warmińskim, gdzie mieszkał i we Fromborku, gdzie zmarł. Obchody były częścią Roku Nauki Polskiej.
Inauguracja ogólnopolskich obchodów pięćsetlecia urodzin Mikołaja Kopernika miała miejsce w Toruniu w dniach 18–19 lutego 1973 roku. Wzięli w niej udział: Janusz Groszkowski wiceprzewodniczący Ogólnopolskiego Komitetu Obchodów Kopernikowskich, członkowie Ogólnopolskiego Komitetu Frontu Jedności Narodu, Wojewódzkiej Rady Narodowej w Bydgoszczy i Miejskiej Rady Narodowej w Toruniu.
Główne obchody miały miejsce na początku października i zostały połączone z inauguracją roku akademickiego UMK, otwarciem miasteczka uniwersyteckiego na Bielanach.

## Działania podjęte w ramach Roku Kopernikańskiego

### Toruń
- władze PRL przyznały środki finansowe na modernizację Zespołu Staromiejskiego
- rozbudowano Dom Kopernika i znajdujące się tam Muzeum
- zbudowano miasteczko akademickie dla Uniwersytetu Mikołaja Kopernika[2]
- otwarto dwa hotele firmy Orbis: „Helios” i „Kosmos”[potrzebny przypis]
- powstały liczne pomniki, rzeźby i instalacje artystyczne o tematyce związanej z kosmosem[potrzebny przypis]
- Muzeum Okręgowe przygotowało wystawę „Kultura artystyczna ziemi chełmińskiej w czasach Kopernika”[2].
- W dniach 26–28 marca 1973 roku Studenckie Koło Historyków i Związek Nauczycielstwa Polskiego UMK zorganizowało międzynarodową sesja naukową „Mikołaj Kopernik – człowiek Odrodzenia i dzieje jego idei” z udziałem delegacji z Uniwersytetu w Greifswaldzie i Uniwersytetu Jana Amosa Komeńskiego w Bratysławie[2].
- We wrześniu 1973 roku w Toruniu odbył się Kongres Międzynarodowej Unii Astronomicznej[2].
- Polska Akademia Nauk, UNESCO, Międzynarodowa Unia Astronomiczna i Unia Historii i Filozofii Nauki w dniach 5–12 września zorganizowały w Olsztynie i Toruniu międzynarodowy kongres Colloquia Copernicana. Podczas kongresu doktoraty honoris causa UMK otrzymali: Wiktor Ambarcumian, astronom z Uniwersytetu im. Łomonosowa w Moskwie Georgij Duboszin, Martin Ryle, Harlan J. Smith, Pol Swings, dyrektor Federalnego Obserwatorium Astrofizycznego w Wiktorii Kenneth O. Wright i Antoni Zygmund[2].
- W dniach 14–17 września zorganizowano Intercopernicalia z udziałem studentów z ZSRR, Czechosłowacji, Węgier, Bułgarii, NRD, Finlandii, Belgii, Francji, Włoch, Szwecji, Danii i Jugosławii[2].
- 12 lutego 1973 miała miejsce premiera filmu Ewy i Czesława Petelskich Kopernik. Scenariusz napisali Jerzy Broszkiewicz i Zdzisław Skowroński[1].

### Kraków
- Akademii Medycznej w Krakowie nadano imię Mikołaja Kopernika[3].
- W dniach 19–25 lutego 1973 roku Krakowski Komitet Frontu Jedności Narodu i Rada Narodowa m. Krakowa zorganizowały Tydzień kopernikowski w ramach którego odbyła się sesja naukowa w której uczestniczyły władze miejskie Bolonii, Rochesteru, Lipska, Kijowa, Tyrnowa, Bratysławy, Torunia i Opola, zlozono kwiaty pod pomnikiem Kopernika, otwarto wystawy: Życie i twórczość Mikołaja Kopernika (Biblioteka Jagiellońska) i Kopernik w literaturze pięknej (Miejska Biblioteka Publiczna), organizowano koncerty i pokazy filmowe[1].
- Krakowski Akademicki Klubu Alpinistyczny zorganizował ekspedycję na Górę Kopernika na Spitsbergenie[1]

### Wieliczka
- W kwietniu 1973 roku w kopalni soli w Wieliczce otwarto na głębokości 63 m nową komorę „Kopernik”. Umieszczono w niej pomnik Kopernika wykonany przez Władysława Hapka[4][1]

### Olsztyn
- W Olsztynie zmodernizowano Zamek Kapituły Warmińskiej i otwarto 19 lutego 1973 roku planetarium[1].
- W dniach 9–10 lutego 1973 Muzeum Mazurskie, Ośrodek Bada Naukowych im. Wojciecha Kętrzyńskiego oraz Towarzystwem Miłośników Historii i Zabytków Krakowa w Zamku Olsztyńskim zorganizowały sesję naukową poświęconą Kopernikowi[1].
- W maju wyruszył z Olsztyna do Krakowa dyliżans pocztowy wypożyczony z Muzeum Poczty we Wrocławiu. Przejechał on szlakiem kopernikowskim wioząc listy i karty, które w każdym z 35 miast na trasie zostały ostemplowane okolicznościową pieczątką[1].

### W innych miejscowościach
- W Lidzbarku Warmińskim zmodernizowano Zamek biskupów warmińskich, a we Fromborku zbudowano hotel „Kopernik”.
- 12–15 lutego 1973 w planetarium w Chorzowie odbył się W XVI Zjazd Polskiego Towarzystwa Astronomicznego podczas którego wygłoszono referaty poświęcone Kopernikowi[1]
- W tamach programu Interkosmos przeprowadzano eksperyment kosmiczny Interkosmos – Kopernik 500, w którym wzięli udział astronomowie z Polskiej Akademii Nauk i Uniwersytetu Mikołaja Kopernika[2][1].
- w dniach 13–14 kwietnia 1973 roku Senat Uniwersytetu Warszawskiego i Towarzystwo Naukowe Płockie zorganizowały w Płocku sesję naukową Mikołaj Kopernik i jego kraj[1].
- 18 lutego 1973 w auli Leopoldina Uniwersytet Wrocławski z Wojewódzkim Komitetem Frontu Jedności Narodu zorganizował sesję kopernikowską[1].
- W Muzeum Techniki NOT w Warszawie 19 lutego 1973 roku otwarto wystawę Mikołaj Kopernik. Życie– myśl – dzieło[1].
- Pomniki w: Krośnie[5], Fromborku (odsłonięty 15 lipca 1973 podczas zlotu ZHP w ramach Operacji 1001 Frombork)[1]. W ramach obchodów odsłonięto również pomnik Jana Heweliusza w Gdańsku[6].

Do działań włączono harcerzy (Operacja 1001-Frombork), szkoły, zakłady pracy. Nie podjęto współpracy z miastami włoskimi (Bolonia, Ferrara), mimo propozycji z ich strony.
Z tej okazji wydano znaczki pocztowe m.in. we Francji, w Jugosławii, Niemieckiej Republice Demokratycznej i Republice Federalnej Niemiec, na Węgrzech i w ZSRR. 18 stycznia 1973 roku Poczta Polska wydała 5 znaczków na których umieszczono reprodukcje portretów astronoma.
Tadeusz Paciorkiewicz skomponował oratorium De revolutionibus (teksty pieśni napisał Stefan Połom).